# 溫尼策山
溫尼策山（德語：Unnütze），是奧地利的山峰，位於該國西部，由蒂羅爾州負責管轄，屬於布兰登贝格山的一部分，距離古弗特山5公里，海拔高度2,078米。